# Rajendravarman II
Rajendravarman II († 968) fut souverain de l'Empire khmer de 944 à 968.

## Origine
Il est le fils du prince Mahendravarman et de son épouse la princesse Mahendradevî, une sœur de Yasovarman Ier.
Il ramène à Yasodharapura (Angkor) la capitale, déplacée une vingtaine d’années plus tôt à Chok Gargyar (Koh Ker) par Jayavarman IV et y reprend les travaux qui avaient été interrompus par ses prédécesseurs. Il apporte des modifications au Yasodharatataka (Baray oriental), construisant une île en son centre où il fait bâtir un temple aux ancêtres, le Mebon oriental. Il fait aussi construire son temple d’État, le Prè Rup, au sud de cette retenue d’eau. Sur le plan militaire, le règne est marqué en 945 par une expédition contre le Champā alors que dans le domaine politique, une réforme administrative est menée pour accroître la centralisation du pouvoir et qui permet l’éclosion de conseillers brahmanes lettrés, parfois surnommés « faiseurs de rois » conservant leurs postes quand les monarques se succèdent,  tel Yajnavaraha (en) connu pour être à l’origine de Banteay Srei.